# 로자 하이룰리나
로자 하이룰리나(러시아어: Ро́за Хайру́ллина, 영어: Roza Khayrullina, 1961년 9월 12일 ~ )는 소련, 러시아의 배우이다.